# Joanna Kopcińska
Joanna Kopcińska é uma política polonesa que actualmente actua como deputada ao Parlamento Europeu pelo partido político Lei e Justiça.